# ベルテクス
ベルテクス株式会社（英: Vertex Co., Ltd.）は、東京都千代田区に本社を置き、コンクリート製品の製造・販売・施工などを営む企業。

## 事業

### コンクリート事業
- 下水道・浸水対策
- 道路・水路
- 建築・造成

### 防災事業
- 落石・崩壊土砂・雪崩対策
- 法面保護

### 工法・工事・メンテナンス事業
- ハイパーリフト工法
- スーパーポチ横引き工法
- スーパーたま横引き工法
- オープンシールド工法
- 沈埋BOX（プラス工法）
- ボックス推進工法
- COMPASS工法
- TSKJ工法
- OSJ工法
- スライダー工法
- LLクリート
- コンクリート据付工事
- コンクリートパイル杭打工事
- 防火水槽据付工事
- コンクリートブロック敷設工事
- 補修・補強・環境・診断
- 一般土木工事
- 防災工事
- 止水工事
- 防水工事
- 表面被膜工事
- 抗菌・汚れ防止工事
- 補修工事

### ブロック事業
- 農業土木関連ブロック
- 道路関連ブロック
- 都市土木関連ブロック
- 土木関連ブロック
- 住宅・宅地関連ブロック
- 生活環境関連ブロック

### パイル事業
- 遠心力プレストレスコンクリートパイル

### その他
- 建設関連資材、その他製品に付随する部分品販売等

## 沿革
- 2014年
  - 4月1日 - 株式会社ハネックス、日本ゼニスパイプ株式会社、羽田コンクリート工業株式会社の3社（いずれもゼニス羽田ホールディングスの完全子会社）が合併し、ゼニス羽田株式会社設立。
  - 7月1日 - 岡山営業所、福岡営業所を設置。
- 2016年 - 浜松営業所を閉鎖し、札幌営業所を設置。
- 2017年
  - 10月1日 - ゼニス羽田ホールディングスとホクコンが株式移転方式により共同持株会社「株式会社ベルテクスコーポレーション」を設立[1][2]。
  - 千葉第一工場を閉鎖。跡地にはベルテクスファーム房総を開設。
  - 大阪支店、京都営業所、兵庫営業所、静岡営業所を移転。
- 2019年2月14日 - 親会社のゼニス羽田ホールディングスを吸収合併し、ベルテクスコーポレーションが直接の親会社となる[3]。
- 2021年4月1日 - 株式会社ホクコンを吸収合併し、ベルテクス株式会社に商号変更[4]。

## グループ企業
- 株式会社ウイセラ
- 北関コンクリート工業株式会社
- ベルテクス建設株式会社
- 株式会社ハネックス・ロード
- 東北羽田コンクリート株式会社
- ホクコンマテリアル株式会社
- 株式会社Ｍ・Ｔ技研
- アイビーソリューション株式会社
- ユニバーサルビジネス企画株式会社
- ホクコントラスト株式会社
- 株式会社ホクコンプロダクト